# Université de Reims-Champagne-Ardenne
 (août 2018).
L'université de Reims-Champagne-Ardenne (URCA) est une université française pluri-disciplinaire. Son implantation est principalement sur la ville de Reims mais elle dispose aussi d'antennes à Troyes, à Châlons-en-Champagne, Chaumont et à Charleville-Mézières.

## Historique
Bien qu'elle ait des racines anciennes, l'université de Reims-Champagne-Ardenne  existe, sous sa forme moderne, depuis le 1er janvier 1967, date de sa création publiée au Journal officiel.

### Première université

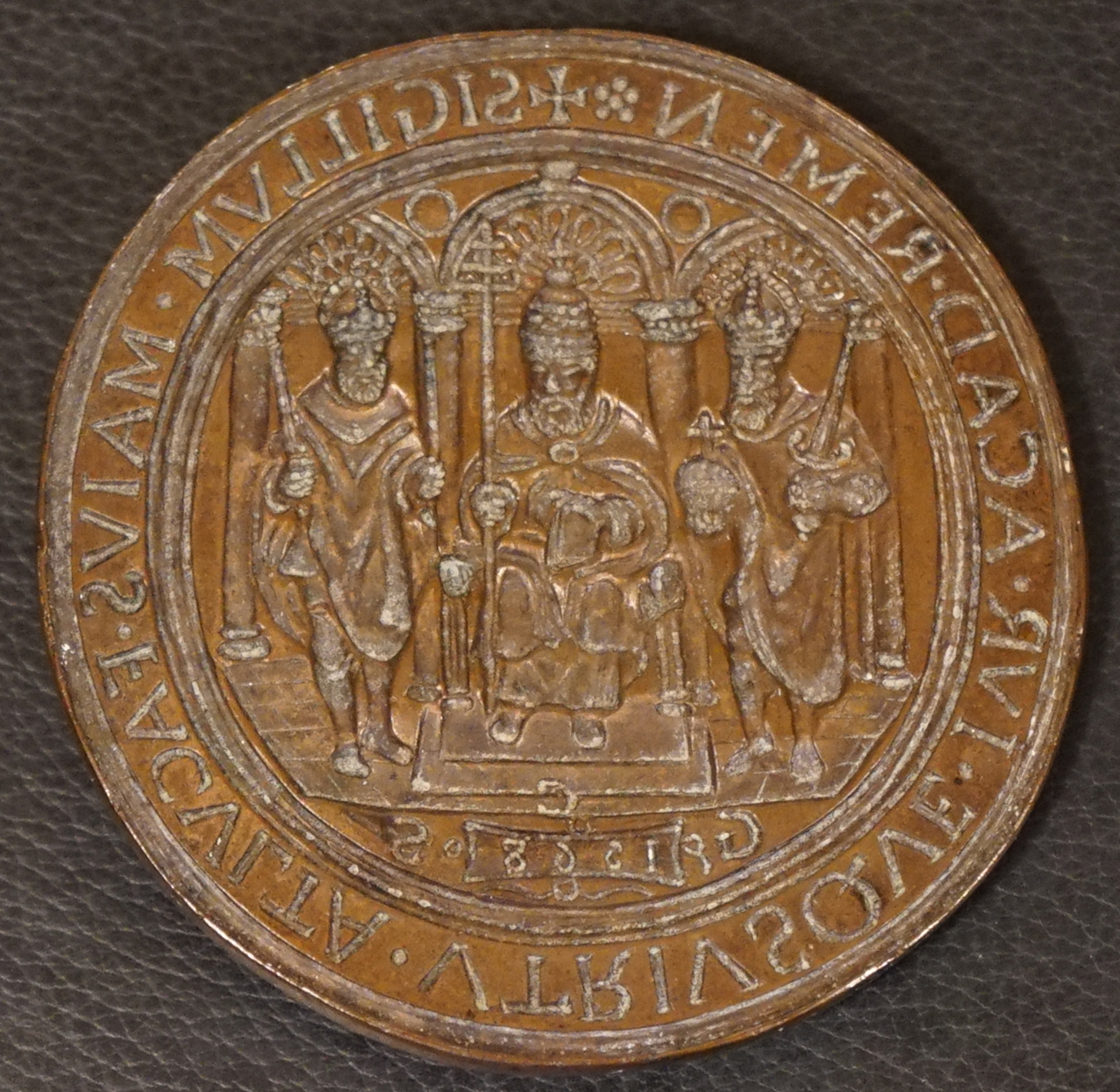
Matrice du grande sceau, 1568, fonds Guelliot.
Armes de l'ancienne université.
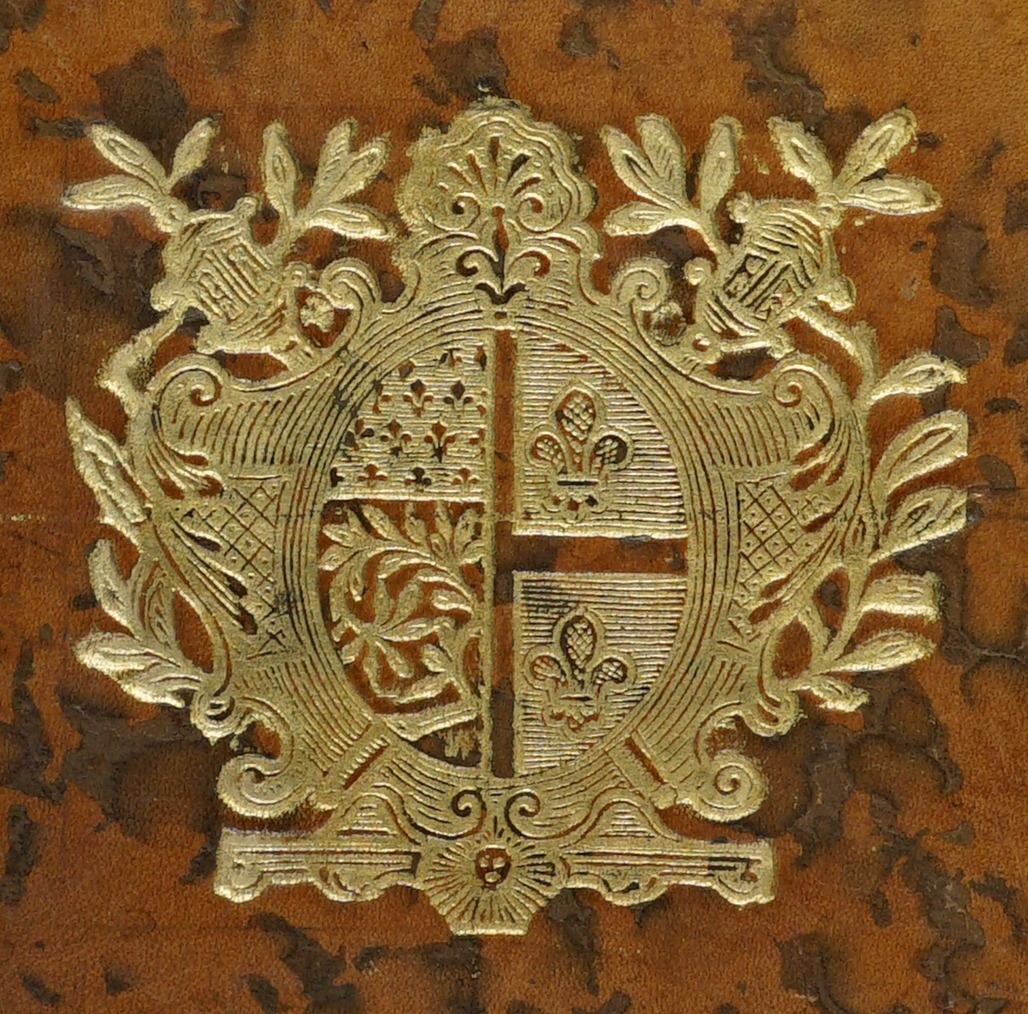
Reliure de l'ancienne faculté de médecine.
Armes de l'ancienne faculté de médecine.

D'abord école cathédrale, l'une des plus importantes d'Europe au Moyen Âge, l'université de Reims naît en 1548 par une Bulle de Paul III. Le collège des Bons-Enfants devient une Université, tout en continuant à couvrir l'équivalent de l'enseignement secondaire actuel, et commence par un enseignement des arts, puis de théologie, de droit et de médecine.
Aux XVIe et XVIIe siècles, l'université de Reims possède un collège anglais qui accueille les catholiques anglais victimes de persécutions.
Fermée en 1793 sous la Révolution française, comme les autres universités d'Ancien Régime, elle connaît une éclipse presque totale pendant un siècle et demi, pour réapparaître dans les années 1960.

### Université moderne
Cette section ne s'appuie pas, ou pas assez, sur des sources secondaires ou tertiaires indépendantes du sujet.

Pour l'améliorer, ajoutez-en, ou placez des modèles {{Source secondaire souhaitée}} ou {{Source secondaire nécessaire}} sur les passages mal sourcés. (décembre 2022)

La faculté des sciences (1961), le Collège littéraire universitaire (1964), le Collège universitaire de droit et de sciences économiques (1966), l'institut universitaire de technologie de Reims (1966), la faculté mixte de médecine et de pharmacie (1967), l'École nationale de chirurgie dentaire (1970) sont les éléments successifs à partir desquels l'université de Reims s'est constituée en 1971. La création d'un IUT à Troyes (1973), d'un institut de formation technique supérieur (1985) et d'un département d'IUT (1995) à Charleville-Mézières, le développement à Troyes d'un Centre délocalisé des facultés de droit, sciences économiques et Lettres de Reims (1991) et l'ouverture d'un département d'IUT à Châlons-en-Champagne (1993) affirment désormais l'enracinement régional d'une université qui est devenue, en 1982, l'université de Reims Champagne-Ardenne.

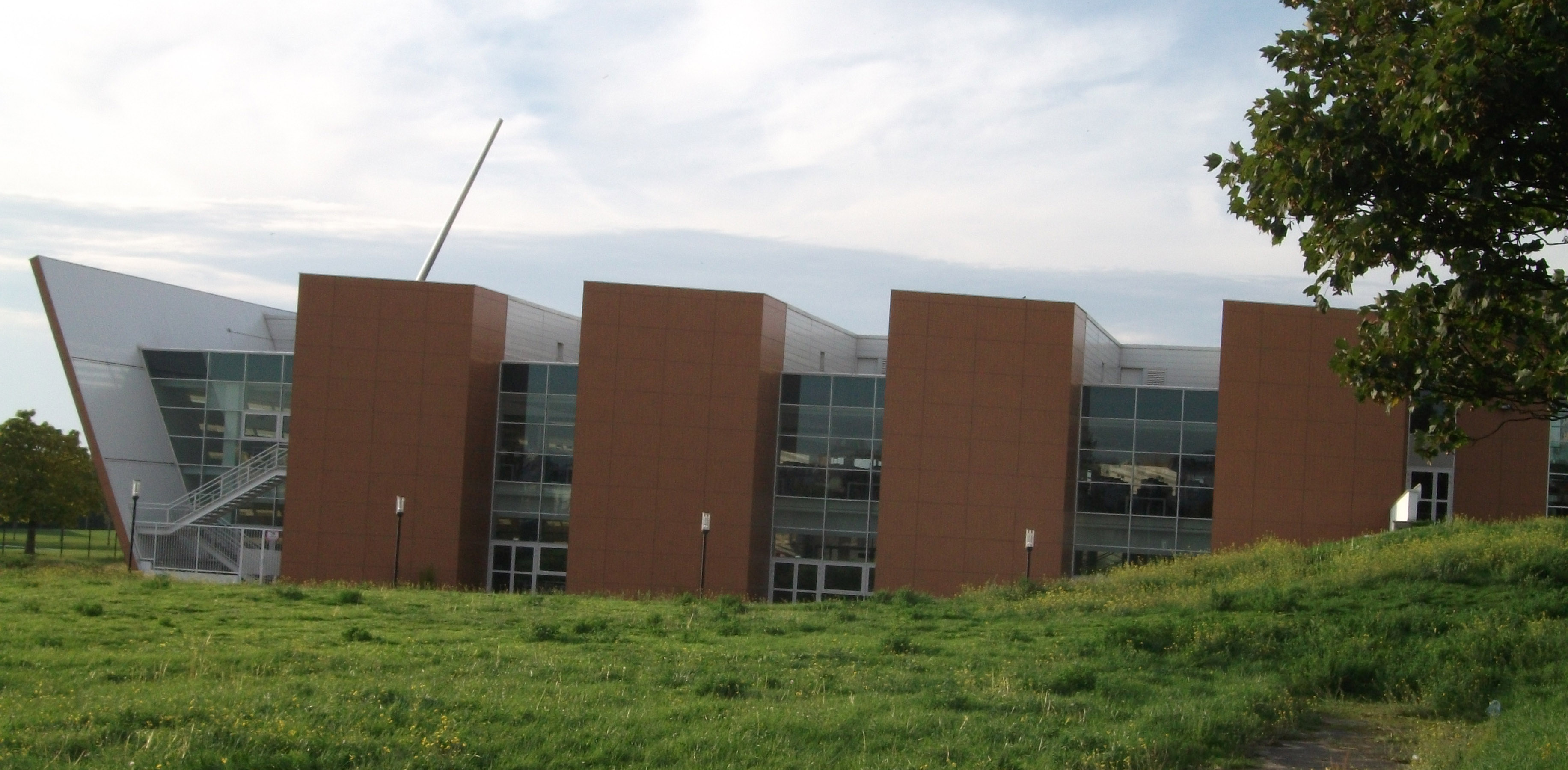
Bibliothèque Robert de Sorbon.

### Historique des présidents
| Identité                            | Période | Période                        | Durée |
| Identité                            | Début   | Fin                            | Durée |
| ----------------------------------- | ------- | ------------------------------ | ----- |
| Michel Devèze (1914 - 1979)         | 1971    | 1976                           | 5 ans |
| Par intérim : Jean Le Menn (d)      | 1976    | 1977                           | 1 an  |
| Lucien Bernard (d) (1913 - 1999)    | 1977    | 1982                           | 5 ans |
| André Laberrigue (d) (1924 - 2020)  | 1982    | 1987                           | 5 ans |
| Jean Raimond (d)                    | 1987    | 1992                           | 5 ans |
| Claude Séverin (d) (né en 1942)     | 1992    | 1997                           | 5 ans |
| Jacques Meyer (d) (né en 1950)      | 1997    | 2002                           | 5 ans |
| Gérard Mary (d) (né en 1945)        | 2002    | 2007                           | 5 ans |
| Richard Vistelle (1951 - 2012)      | 2007    | 2012 (mort en cours de mandat) | 5 ans |
| Gilles Baillat (d) (né en 1952)     | 2012    | 2016                           | 4 ans |
| Guillaume Gellé (né en 1969)        | 2016    | 2024                           | 8 ans |
| Christophe Clément (d) (né en 1964) | 2024    | En cours                       | 1 an  |

## Organisation

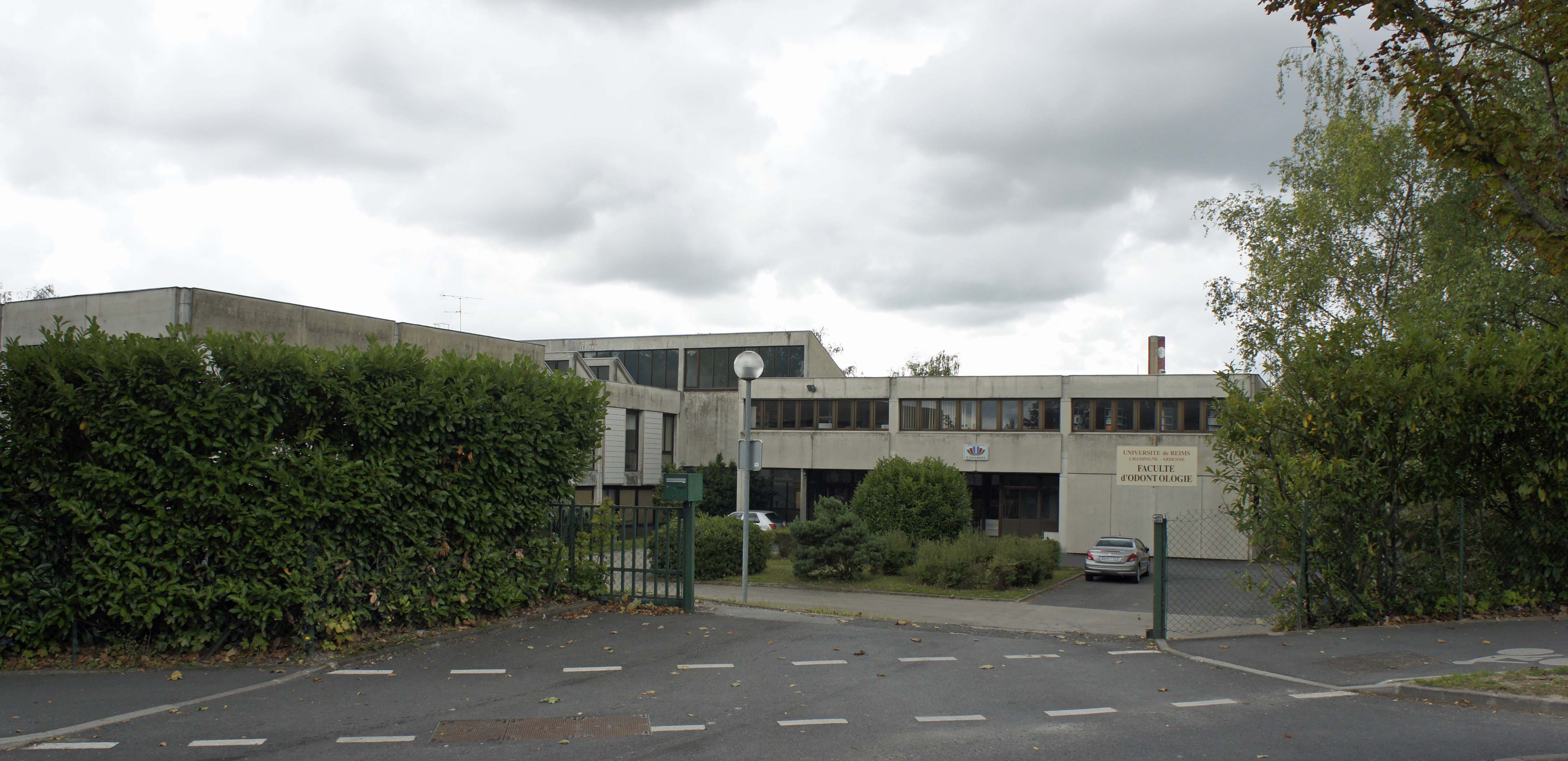
Odontologie Rue du Général-Kœnig.

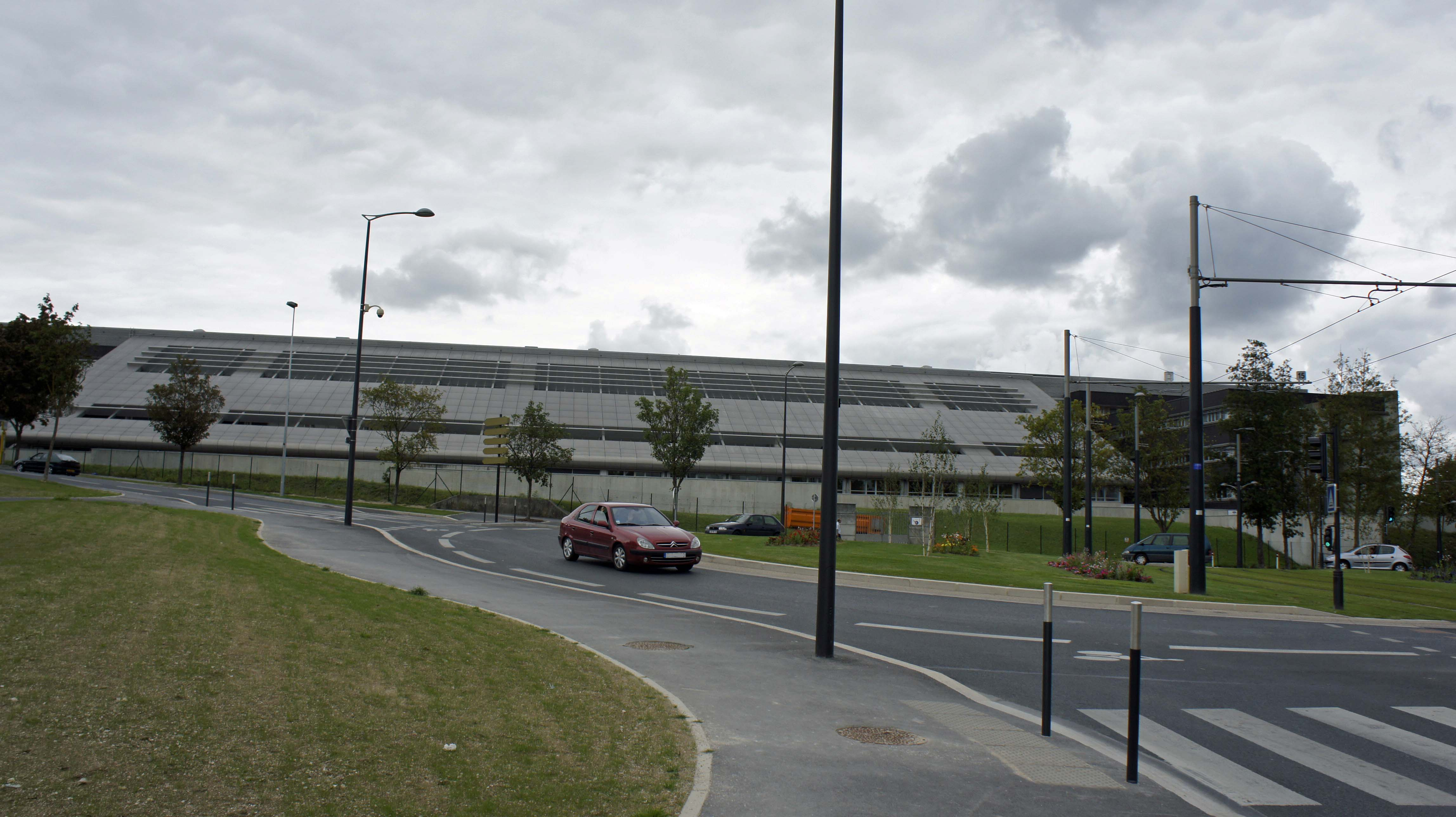
Médecine et pharmacie.

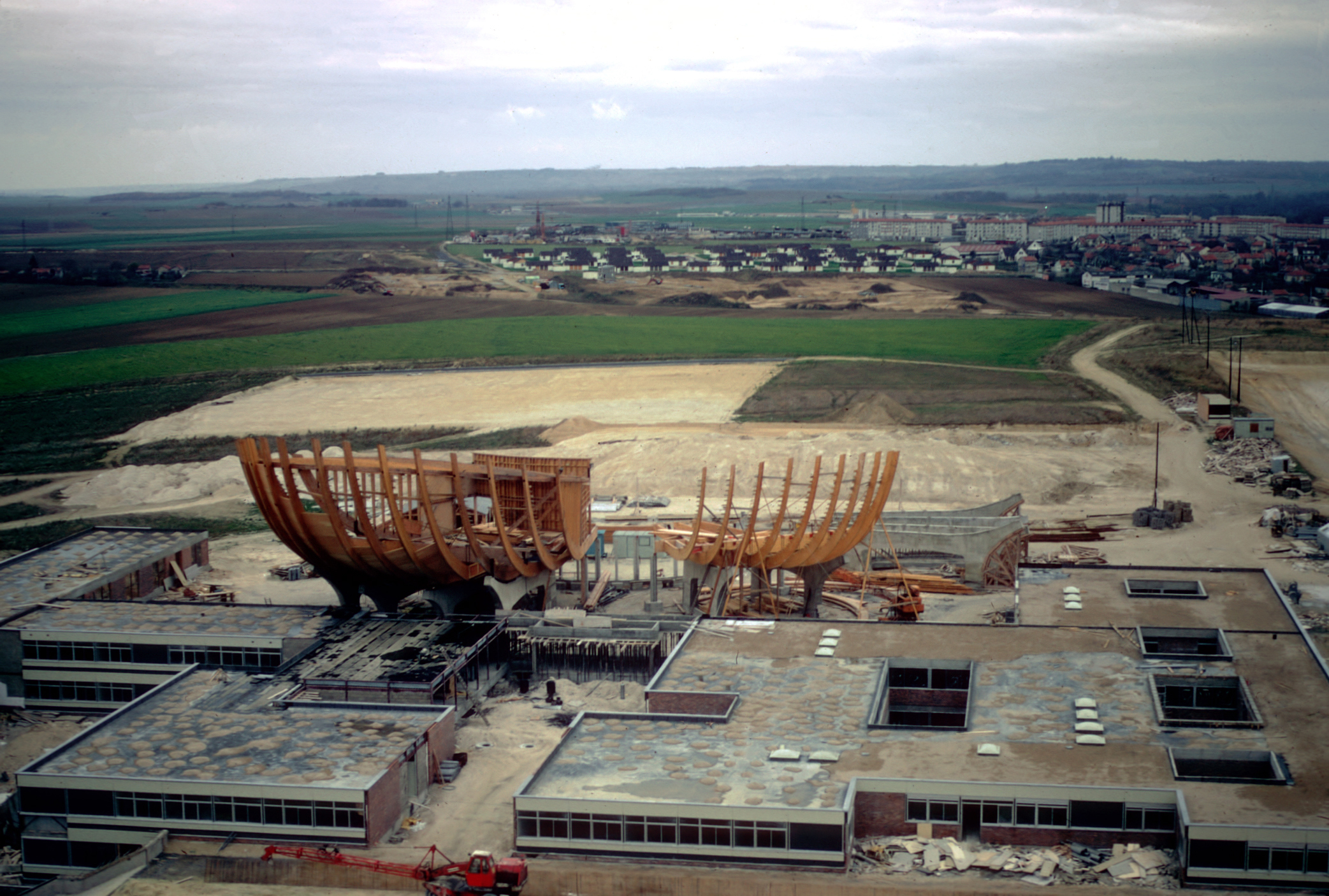
Construction du campus Croix-Rouge, 1969.

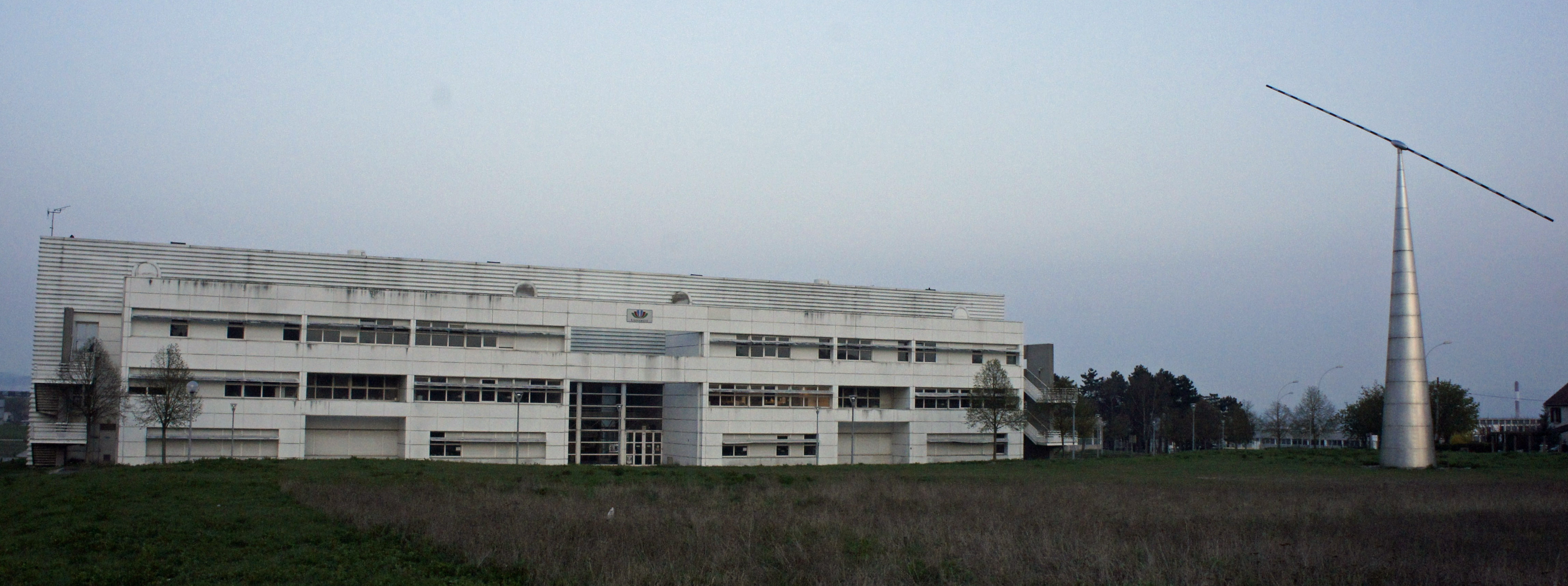
Campus du Moulin de la Housse.

L'université de Reims-Champagne-Ardenne est organisée en plusieurs composantes, les unités de formation et de recherche (UFR) et les instituts et écoles :
- UFR Lettres et Sciences humaines
- UFR Sciences économiques, sociales et de gestion
- UFR Droit et Science politique
- UFR Sciences exactes et naturelles
- UFR Sciences et Techniques des activités physiques et sportives
- UFR Médecine
- UFR Pharmacie
- UFR Odontologie
- Institut national supérieur du professorat et de l'éducation (Inspé)
- École nationale supérieure d'ingénieurs de Reims
- École d'ingénieurs en sciences industrielles et numérique de l'université de Reims
- Institut universitaire de technologie de Reims-Châlons-Charleville
- Institut universitaire de technologie de Troyes
- Institut Georges-Chappaz de la vigne et du vin en Champagne

## Implantations

### Reims

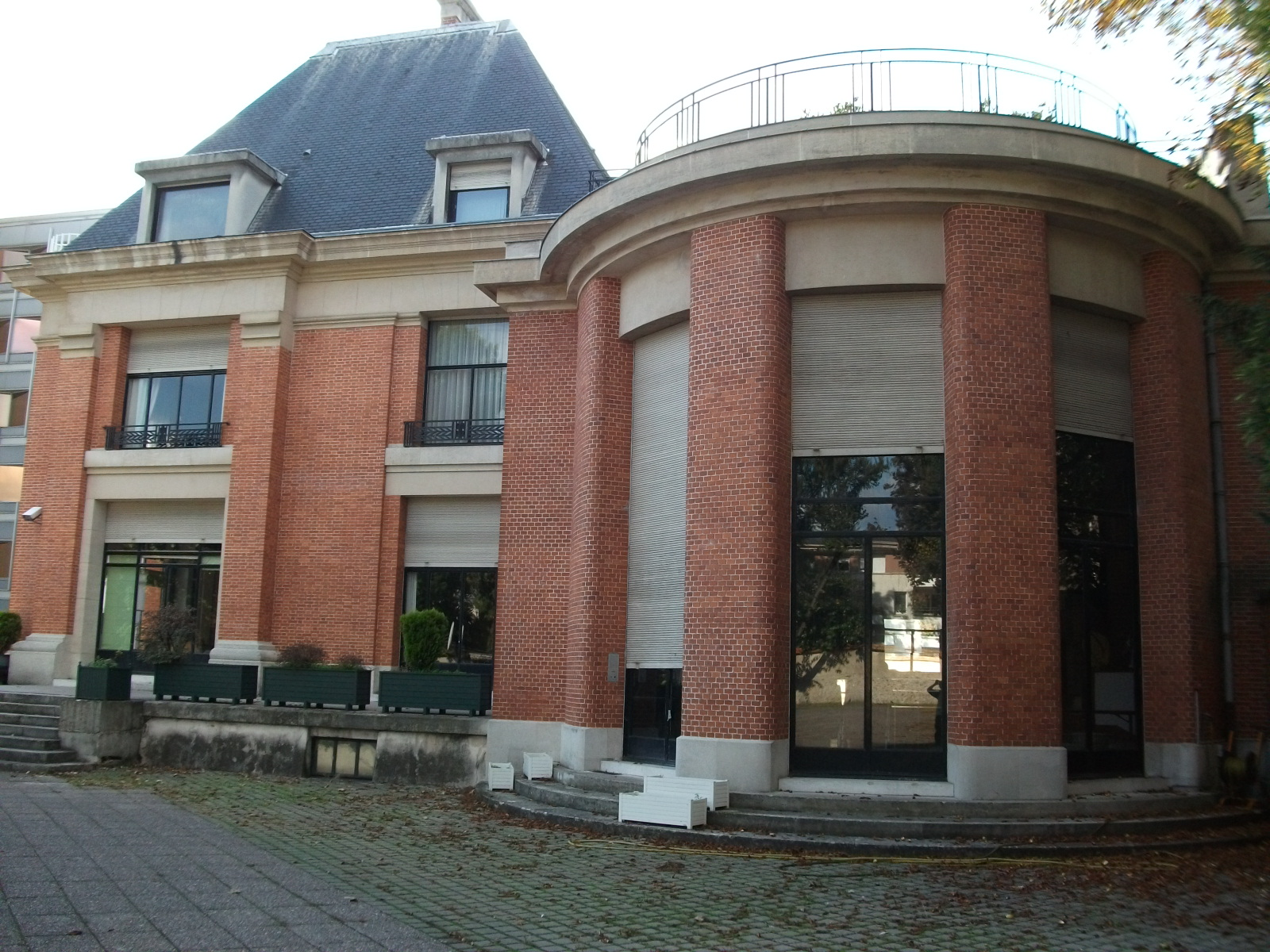
La Villa Douce, ancien siège de la présidence, patrimoine classé.

L'université est implantée à Reims autour de 5 sites principaux : 
- le nouveau siège de l'université, 2 avenue Robert Schuman à Reims, inauguré en 2021, siège de la Présidence et des services généraux [16];

- le campus Croix-Rouge (Lettres et Sciences humaines - Droit et Science politique - Sciences économiques, sociales et de gestion) ;

- le campus Moulin de la Housse (Sciences exactes et naturelles - EiSINe - STAPS - IUT) ;

- autour du Centre hospitalier universitaire de Reims (campus Santé : Médecine, Pharmacie, Odontologie) ;
- l'Institut national supérieur du professorat et de l'éducation près de la zone Farman ;

L'URCA a lancé un projet immobilier d'un montant de 88 millions d'euros réparti sur ses trois campus de Reims,.
Il a démarré en 2019 par le nouveau siège de l'université de Reims-Champagne-Ardenne. En 2020, la première pierre de la maison des étudiants a été posée.

### Châlons-en-Champagne
L'université est implantée à Châlons-en-Champagne : : 
- l'IUT et l'Institut National Supérieur du Professorat et de l'Éducation. Le campus « Îlot des Savoirs », situé Chaussée du port, a été inauguré en octobre 2022.

### Charleville-Mézières
L'université est implantée à Charleville-Mézières, sur le site du campus Sup Ardenne. Inauguré en 2019, le site propose différents cursus: 
- l'Institut Universitaire Technologique
- l'EiSINe
- l'Institut National Supérieur du Professorat et de l'Éducation

### Chaumont
L'URCA est présente à Chaumont au travers de trois antennes : 
- celle de l'UFR Lettres et Sciences humaines ;
- celle de l'Institut Universitaire Technologique de Troyes ;
- celle de l'Institut National Supérieur du Professorat et de l'Éducation

Des liens existent entre l'URCA, le lycée Charles-de-Gaulle et le Signe (Centre national de l'affiche). Les actions de l'URCA sur le territoire chaumontais se caractérisent également par l’organisation d'événements ponctuels (Conférence sur l'innovation dans les territoires d'industrie) et d'actions plus structurelles (orientation des futurs étudiants, campus connectés, etc.).

### Troyes

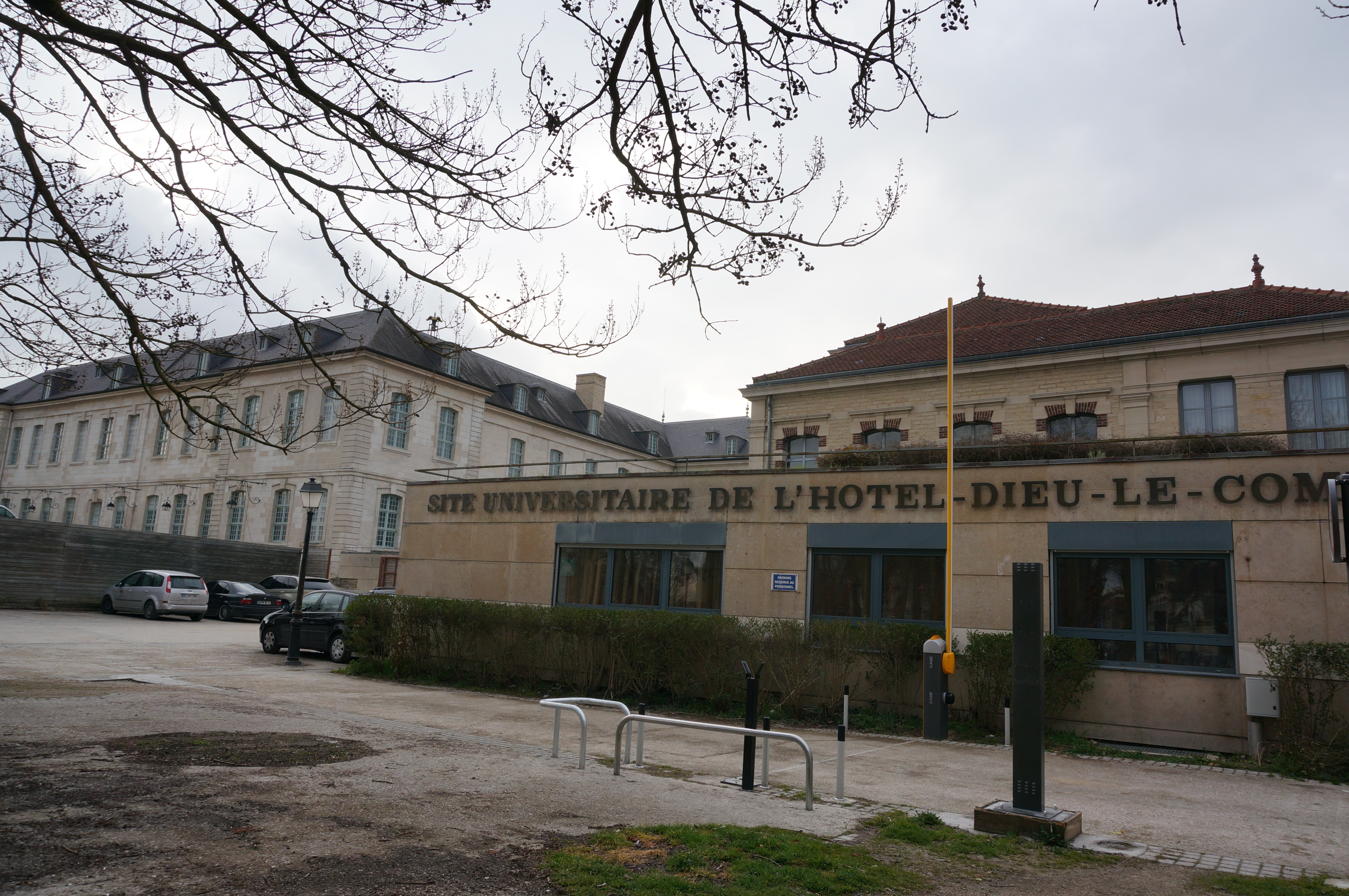
Entrée du campus des Comtes de Champagne.

Le campus naît sous la dénomination de « centre universitaire de Troyes »  en 1992. Il est localisé dans des locaux réhabilités de l'Hôtel-Dieu-le-Comte, ancien hôpital, fondé par le comte de Champagne, Henri Ier dit le Libéral. Le campus est localisé dans la vieille ville de Troyes.
Le site du centre est composé de bâtiments et d'une grille en fer forgée remontant au XVIIIe siècle, classé monument historique. Un bâtiment moderne est créé à partir de 1992, afin de prolonger ce patrimoine classé.
Le campus troyen de l'université propose une certaine diversité de licences, professionnelles ou générales.
Le centre universitaire est devenu officiellement le « campus des Comtes de Champagne » à partir du 13 septembre 2018.

## Enseignement et recherche

### Formation
Les six grands domaines de formation de l'université de Reims Champagne-Ardenne sont :  
- Arts, lettres, langues
- Sciences humaines et sociales
- Droit, économie, gestion
- Sciences, technologie, santé
- Sciences et techniques des activités physiques et sportives
- Métiers de l'enseignement, de l'éducation et de la formation

### Recherche
Université pluridisciplinaire de formation et de recherche, l’université de Reims Champagne-Ardenne est positionnée et reconnue dans le domaine de la bioéconomie.
Son identité académique s'appuie sur 4 pôles stratégiques :
- un pôle pluridisciplinaire à dimension internationale en agro-sciences, environnement, biotechnologies et bioéconomie (AEBB) prenant en compte, dans un territoire à forte économie agricole et viticole, la production durable de la biomasse, sa transformation par chimie verte et biotechnologies, la transition écologique et le changement climatique ;
- un pôle santé, porteur de niches scientifiques d'excellence et d'une offre de formation médicale et paramédicale riche et variée ;
- un pôle sciences du numérique et de l'ingénieur (SNI) autour du calcul haute performance, de l'industrie 4.0, de l’intelligence artificielle, des matériaux et des transformations technologiques ;
- un pôle sciences de l'Homme et de la société (SHS) fédéré autour des sujets de transformation, transition et mutation.La recherche à l'université de Reims-Champagne-Ardenne est structurée en six pôles :

## Personnalités liées à l'université

### Étudiants
- Jean Morel, poète latiniste,
- Xavier Bertrand, ancien ministre,
- Kyan Khojandi, acteur et auteur de la série "Bref." diffusée sur Canal +,
- Bixente Lizarazu, footballeur champion du monde en 1998,
- Luc Ferry, ancien ministre,
- Modibo Sidibe, inspecteur général de la Police malienne, ancien Premier ministre du Mali,
- Marina Kvaskoff, épidémiologiste française.
- Mountaga Tall, député, ancien vice-président de l'Assemblée nationale du Mali,
- Hamadi Jebali, ancien Premier ministre de Tunisie

## Vie étudiante

### Monde associatif
De nombreuses associations étudiantes sont présentes à l'université de Reims-Champagne-Ardenne : sport, culture, étudiants étrangers, etc.

### Évolution démographique
Évolution démographique de la population universitaire 

| 1980   | 1981   | 1982   | 1983   | 1984   | 1985   | 1986   | 1987   |
| ------ | ------ | ------ | ------ | ------ | ------ | ------ | ------ |
| 12 388 | 12 998 | 13 343 | 14 007 | 14 240 | 14 924 | 15 827 | 16 086 |

| 1988   | 2000   | 2001   | 2002   | 2003   | 2004   | 2005   | 2006   |
| ------ | ------ | ------ | ------ | ------ | ------ | ------ | ------ |
| 17 180 | 22 284 | 21 202 | 20 704 | 21 269 | 21 325 | 21 526 | 21 051 |

| 2007   | 2008   | 2009   | 2010   | 2011   | 2012   | 2013   | 2014   |
| ------ | ------ | ------ | ------ | ------ | ------ | ------ | ------ |
| 20 587 | 21 648 | 21 873 | 21 119 | 20 865 | 21 722 | 22 903 | 24 012 |

| 2015   | 2016   | 2017   | 2018   | 2019   | 2020   | 2021   | 2022   |
| ------ | ------ | ------ | ------ | ------ | ------ | ------ | ------ |
| 24 012 | 24 496 | 25 423 | 26 540 | 27 789 | 28 786 | 28 450 | 27 500 |